# Working test retrieverů O pohár starosty města Rakovníka
Working test retrieverů O pohár starosty města Rakovníka (stručně WT Rakovník) byla soutěž pořádaná sdružením Retriever Sport CZ v letech 2013 až 2015. První dva ročníky probíhaly pod záštitou starosty města Rakovník Zdeňka Nejdla. Soutěž se vždy konaly na začátku sezóny v rámci WT Tour.
Všechny tři ročníky proběhly v honitbě Chrášťany poblíž města Rakovník.

## Přehled vítězů jednotlivých ročníků
| Ročník | Rok  | Třída | Vůdce               | Pes                                 | Plemeno |
| ------ | ---- | ----- | ------------------- | ----------------------------------- | ------- |
| I.     | 2013 | E     | Lucie Filišteinová  | Ariel od Černé Perly                | FCR     |
| I.     | 2013 | L     | Jan Vrána           | Flamboyant Starlight Oasis of Peace | FCR     |
| I.     | 2013 | M     | Zita Červenková (1) | Flying Flap Ears Frederike (1)      | LR      |
| II.    | 2014 | E     | Kateřina Pernická   | Extra Much Love Apollo Thirteen     | LR      |
| II.    | 2014 | L     | Michal Petrlík      | Lasie z Ročkova                     | LR      |
| II.    | 2014 | M     | Petr Valenta        | Chit z Temné jeskyně                | LR      |
| II.    | 2014 | S     | Zita Červenková (2) | Flying Flap Ears Frederike (2)      | LR      |
| III.   | 2015 | E     | Dana Slabá          | SedgeGrass Hop, Skip and Jump       | CBR     |
| III.   | 2015 | L     | Irena Wrobelová     | Arapaho Tessa Lavondyss             | LR      |
| III.   | 2015 | S     | Zita Červenková (3) | Flying Flap Ears Frederike (3)      | LR      |

Zdroj: 

## Přehled rozhodčích a lokalit
| Ročník | Název                               | Datum                 | Lokalita  | Rozhodčí                      | Startujících |
| ------ | ----------------------------------- | --------------------- | --------- | ----------------------------- | ------------ |
| I.     | WT o pohár starosty města Rakovníka | 23. - 24. březen 2013 | Chrášťany | Peter Novota Martin Rytíř     | 35 (4)       |
| II.    | WT o pohár starosty města Rakovníka | 29. - 30. březen 2014 | Chrášťany | Michaela Tomcová Martin Rytíř | 48 (3)       |
| III.   | WT Rakovník                         | 28. březen 2015       | Chrášťany | Martin Incédi Martin Rytíř    | 30           |

- Startujících - počet startujících (plus počet startujících mimo soutěž).